# 岡庭豊
岡庭 豊（おかにわ ゆたか、1948年〈昭和23年〉2月1日 - ）は、日本の出版実業家。株式会社メディックメディア代表取締役社長。医学博士。

## 人物・来歴
長野県木曽郡福島町（現・木曽町）出身。1969年昭和大学医学部入学後、医学部2年生で「昭和大学学生新聞」を創刊。編集長として腕を揮った。医学部5年生では昭和大学の代表として「全国医学部交流会」組織結成に動いた。
1976年に大学卒業後、同大学医学部麻酔科学教室に入局。麻酔科教室助手。1977年には「全国医学部交流会」顧問として国試対策問題編集委員会を組織し、医師国家試験対策の問題集（通称PINK本）を編集した。1979年に株式会社メディックメディアを設立。1981年に日本大学医学部大学院（病院管理学）を修了し、『イヤーノート』、『病気がみえる』などを生み出した。
夢は「物心ついた頃から身近に医学とふれあうことができ、大人になる頃には誰でも医学生並みの知識が身についている世界」をつくること。